# Trảng Bom (xã)
Trảng Bom là xã của tỉnh Đồng Nai, Việt Nam.

## Địa lý
Thị trấn Trảng Bom nằm ở trung tâm huyện Trảng Bom, cách thành phố Biên Hòa khoảng 20 km về phía đông và có vị trí địa lý:
- Phía đông giáp các xã Sông Trầu và Đồi 61
- Phía tây giáp các xã Bình Minh và Quảng Tiến
- Phía nam giáp các xã Quảng Tiến và Đồi 61
- Phía bắc giáp xã Sông Trầu.

Năm 2019, thị trấn Trảng Bom có diện tích 15,71 km², dân số là 57.560 người, mật độ dân số đạt 3.664 người/km².

## Lịch sử
Dưới thời nhà Nguyễn, thị trấn Trảng Bom ngày nay thuộc xã Đông Thành, tổng Phước Thành, huyện Phước Bình, tỉnh Biên Hòa.
Đến thời Pháp thuộc, vùng đất này sáp nhập vào xã Bình Trước, tổng Phước Vĩnh Thượng, quận Châu Thành.
Năm 1957, chính quyền Việt Nam Cộng hòa thành lập xã Trảng Bom thuộc tổng Phước Vĩnh Thượng, quận Châu Thành.
Năm 1963, quận Châu Thành đổi tên thành quận Đức Tu, xã Trảng Bom thuộc quận Đức Tu.
Năm 1976, xã Trảng Bom chia thành 2 xã Trảng Bom 1 và Trảng Bom 2 thuộc huyện Thống Nhất, tỉnh Đồng Nai.
Năm 1994, xã Trảng Bom 1 chia thành 2 đơn vị hành chính là thị trấn Trảng Bom (thị trấn huyện lỵ huyện Thống Nhất khi đó) và xã Sông Trầu.
Năm 2003, huyện Thống Nhất được chia thành hai huyện Thống Nhất và Trảng Bom, thị trấn Trảng Bom trở thành huyện lỵ của huyện Trảng Bom.
Ngày 27 tháng 5 năm 2019, Bộ Xây dựng ban hành Quyết định số 447/QĐ-BXD công nhận thị trấn Trảng Bom mở rộng (gồm thị trấn Trảng Bom và một phần các xã: Đồi 61, Sông Trầu, Quảng Tiến) là đô thị loại IV.

## Hành chính
Thị trấn Trảng Bom được chia thành 5 khu phố: 1, 2, 3, 4, 5. 